# Erwin Ramthun
Erwin Ramthun (* 11. November 1923 in Langenhagen; † 6. März 2014) war ein deutscher Agronom und Volkskammerabgeordneter der SED.

## Leben
Ramthun war der Sohn eines Arbeiters. Nach dem Besuch der Volksschule nahm er 1938 eine dreijährige Lehre zum Melker auf. Am 16. Juli 1941 beantragte er die Aufnahme in die NSDAP und wurde zum 1. September desselben Jahres aufgenommen (Mitgliedsnummer 8.610.965). Nach Ausbruch des Zweiten Weltkrieges wurde er zur deutschen Wehrmacht einberufen. Von 1946 bis 1948 war Ramthun als Gärtner tätig. Ab 1956 studierte er an der Hochschule für LPG in Meißen, wo er 1958 den Abschluss als Diplom-Agronom erwarb. Als solcher wurde er Vorsitzender der Landwirtschaftlichen Produktionsgenossenschaft (LPG) „Einheit“ in Wessin.

## Politik
Ramthun trat 1959 in die SED ein und wurde noch im gleichen Jahr Mitglied der SED-Kreisleitung in Schwerin. Im darauffolgenden Jahr wurde er Gemeindevertreter in Wessin und Mitglied des Büros für Landwirtschaft der Bezirksleitung der SED in Schwerin.
In der Wahlperiode von 1963 bis 1967 war er Mitglied der SED-Fraktion in der Volkskammer der DDR. Er war Mitglied des Ausschusses für Handel und Versorgung.

## Auszeichnungen
- Hervorragender Genossenschaftsbauer
- Medaille für ausgezeichnete Leistungen in der LPG